# Liste der Kulturdenkmäler in Limbach (bei Kirn)
In der Liste der Kulturdenkmäler in Limbach sind alle Kulturdenkmäler der rheinland-pfälzischen Ortsgemeinde Limbach aufgeführt. Grundlage ist die Denkmalliste des Landes Rheinland-Pfalz (Stand: 2. August 2023).

## Einzeldenkmäler
| Bezeichnung                       | Lage                                | Baujahr                                      | Beschreibung | Bild                           |
| --------------------------------- | ----------------------------------- | -------------------------------------------- | --- | ------------------------------ |
| Evangelische Kirche               | Hauptstraße 6 Lage                  | 1858–60                                      | neugotischer Saalbau, 1858–60, Architekt Krausch, Meisenheim                                                                               | weitere Bilder Fotos hochladen |
| Kriegerdenkmal                    | Hauptstraße, bei Nr. 6 Lage         | um 1930                                      | Kriegerdenkmal 1914/18, Kunststeinsäule, wohl um 1930                                                                                      | BW                             |
| Wohnhaus                          | Im Winkel 1 Lage                    | Anfang des 19. Jahrhunderts                  | Fachwerkhaus, verputzt und verschiefert, wohl vom Anfang des 19. Jahrhunderts                                                              | BW                             |
| Katholische Kirche St. Bonifatius | Schulstraße 11 Lage                 | 1892/93                                      | romanisierender Saalbau, 1892/93, Architekt Walther, Lauterecken, 1944/45 zerstört, vor 1952 wiederaufgebaut                               | BW                             |
| Hofanlage                         | Vordergasse 14 Lage                 | Ende des 18. bis Anfang des 19. Jahrhunderts | Streckhof, Ende des 18. bis Anfang des 19. Jahrhunderts; Wohnhaus und Stallscheune, teilweise verschiefertes Fachwerk                      | BW                             |
| Denkmal                           | südlich des Ortes an der L 182 Lage |                                              | Findling mit eingetieftem Eisernen Kreuz, 1913 anlässlich des 100. Jubiläums der „Rheinlandbefreiung“ aufgestellt, Inschrifttafel entfernt | Fotos hochladen                |